# Тіаа
Тіаа — дружина фараона  Аменхотепа II.
Її чоловік Аменхотеп II, син Тутмоса IV. Не мала титул «Дочка царя», про її походження нічого невідомо.
Тіаа не зображена на пам'ятках, присвячених чоловікові, тільки на тих, які були присвячені її сину. Під час царювання Тутмоса IV вона піднялася на чільніше місце. Мала титули «Велика дружина царя», «мати царя» і «дружина Бога», а також за часів правління сина Тутмоса її статус підвищився до «першої головної дружини».
Похована в  KV32  в Долині царів.